# Hradczany
Hradczany (wymowaⓘ, dawniej Hradczyn, cz. Hradčany, niem. Hradschin, także Burgstadt) – powstała w XIV w. „królewska” dzielnica na zachodnim, wysokim brzegu Wełtawy w Pradze. W jej skład wchodzi kompleks zamku królewskiego (założonego w IX wieku), bazylika św. Jerzego, słynna Złota Uliczka, ogrody królewskie z Belwederem oraz, budowana przez 6 stuleci, katedra św. Wita. Jej elementami są także: całe byłe miasto Hradczany włącznie z obszarem zajmowanym przez Loretę oraz dzielnicę Nowy Świat (Nový Svět).
Do 1784 stanowiła odrębną jednostkę administracyjną. Zamek był do 1918 siedzibą monarszą, a od tego roku jest siedzibą prezydenta republiki. Po aksamitnej rewolucji udostępniono dla zwiedzających zamknięte dotąd części kompleksu zamkowego: terezjańskie skrzydło starego pałacu królewskiego, ogród królewski z bawialnią, ogrody południowe, czy też stajnię cesarską.
Na Pierwszym Dziedzińcu (czes. První Nádvoří) oraz w kilku innych miejscach wartę trzymają gwardziści ubrani w mundury zaprojektowane przez Theodora Pištka (zdobywcy Oscara za kostiumy do filmu Amadeusz).

## Najważniejsze zabytki
- Zamek Praski
- Katedra św. Wita
- Kaplica Świętego Krzyża w Pradze
- Stare Probostwo
- Stary Pałac Królewski
- Bazylika św. Jerzego
- Klasztor św. Jerzego
- Złota Uliczka
- Wieża Dalibora
- Wieża Prochowa
- Pałac Schwarzenbergów (Pałac Lobkowiczów)
- Dom Burgrabiego
- Loreta

## Galeria

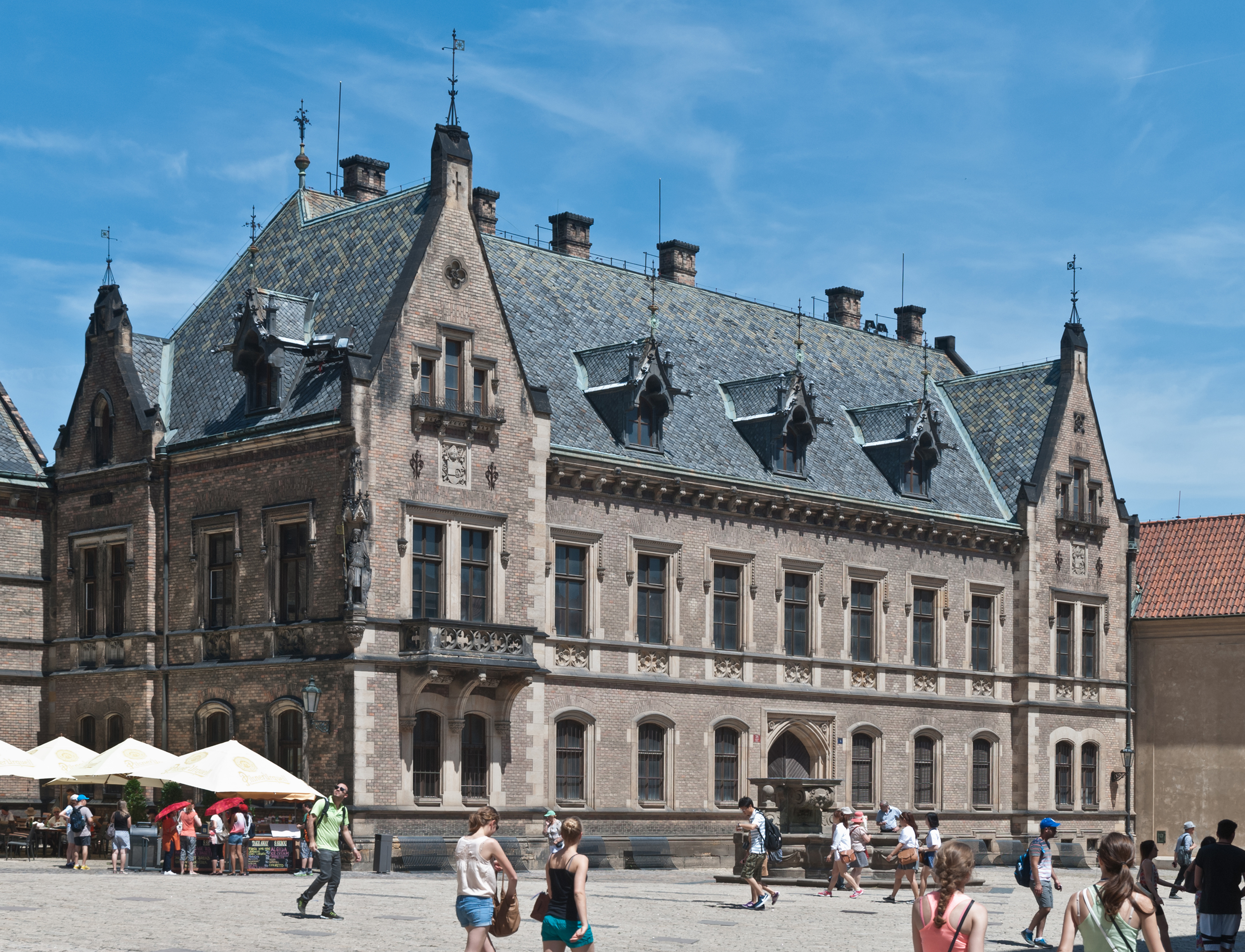
Nowe Probostwo
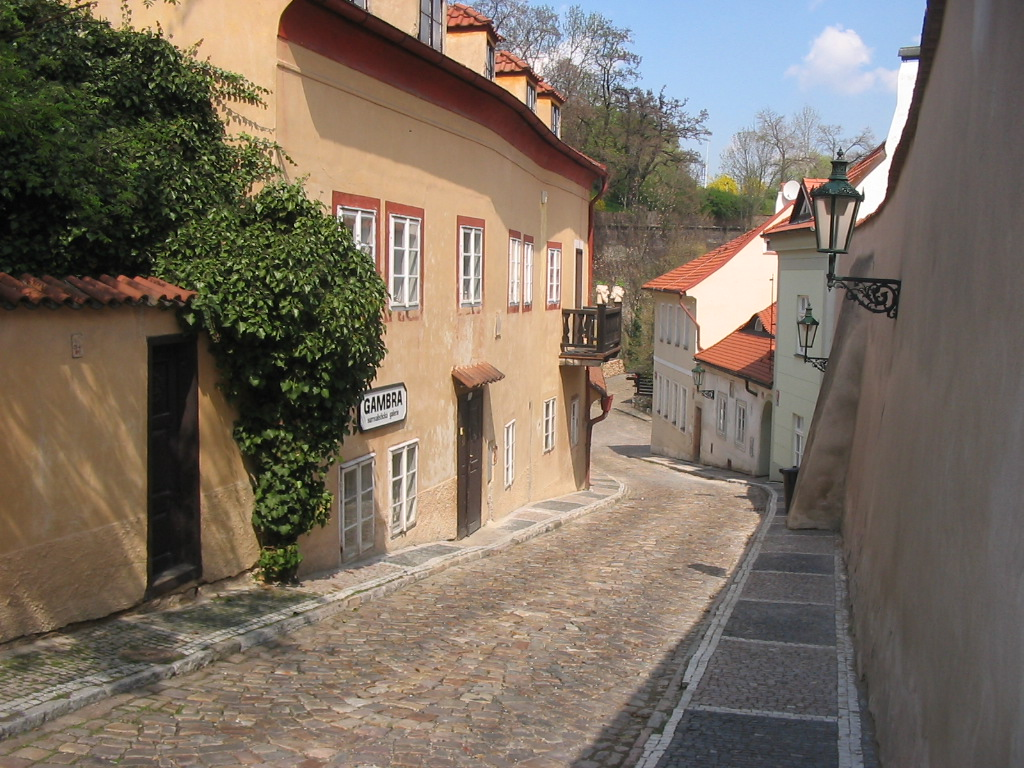
Hradczańska dzielnica Nowy Świat
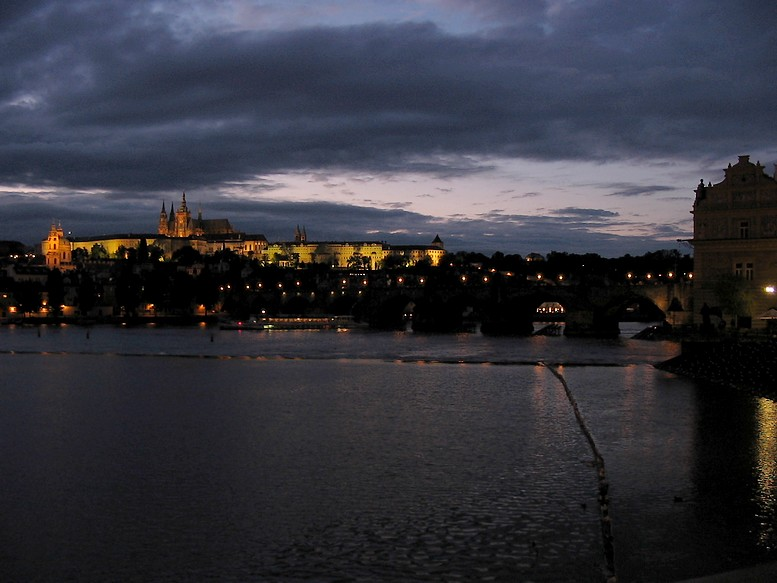
Hradczany nocą
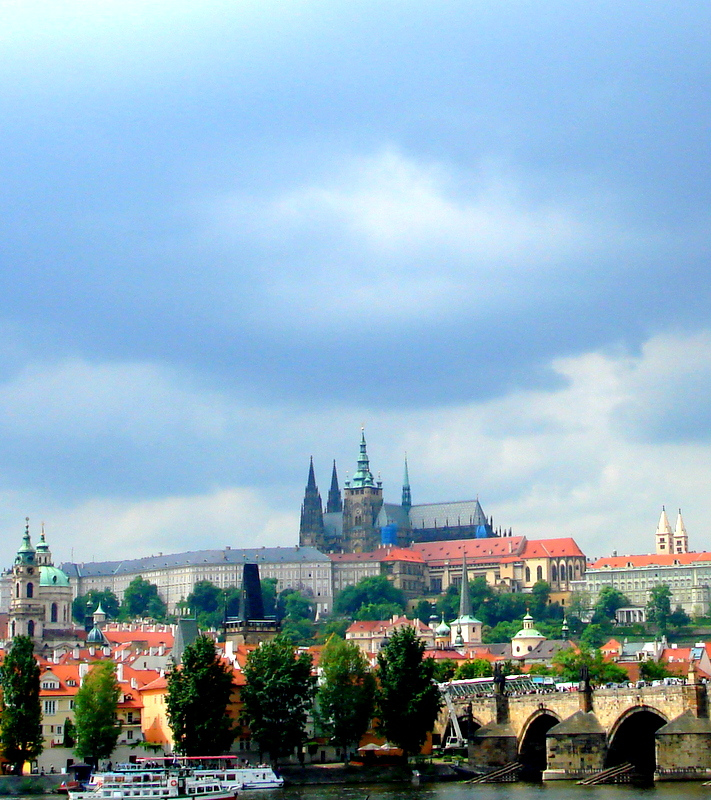
Praga, Hradczany
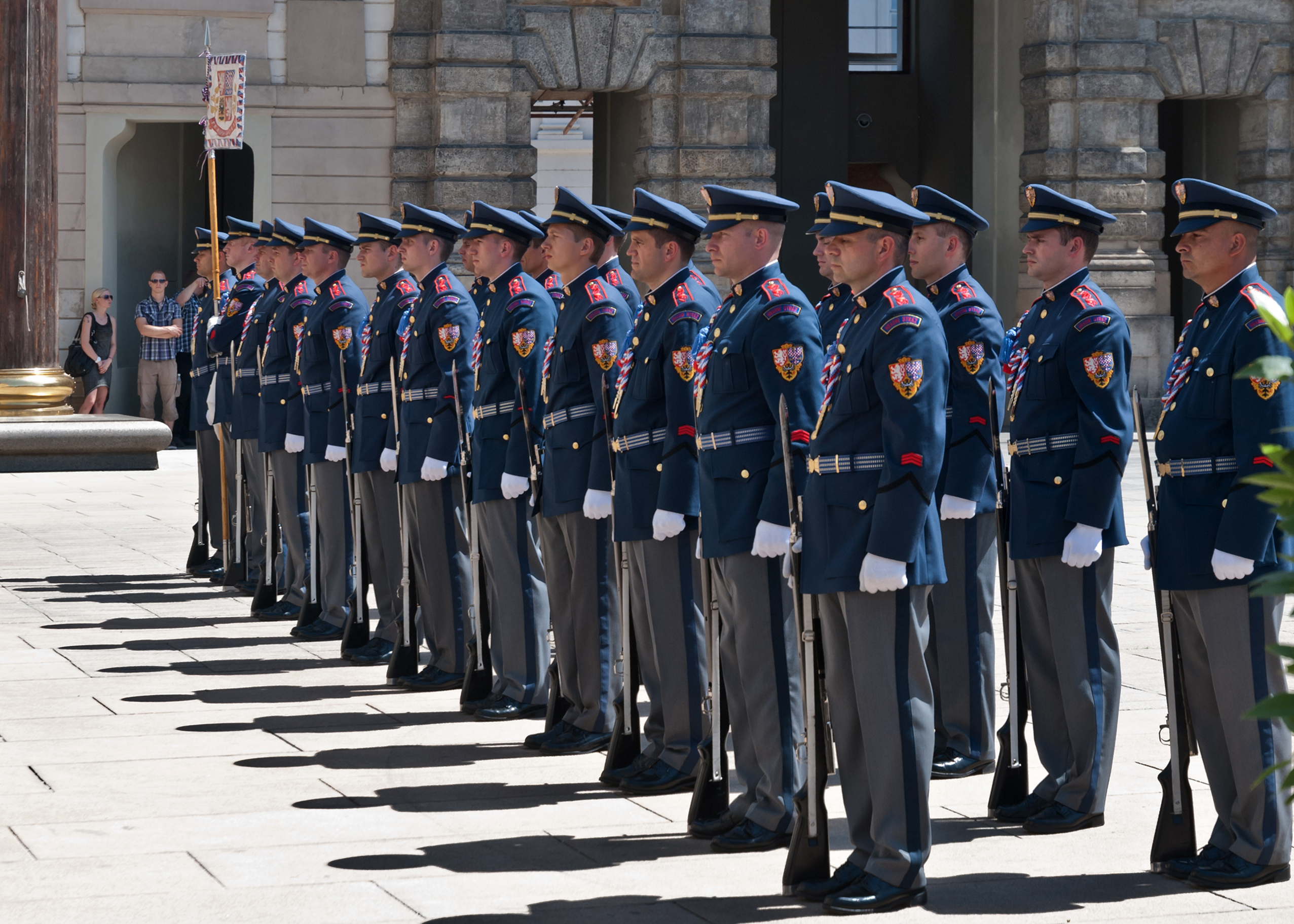
Odprawa warty
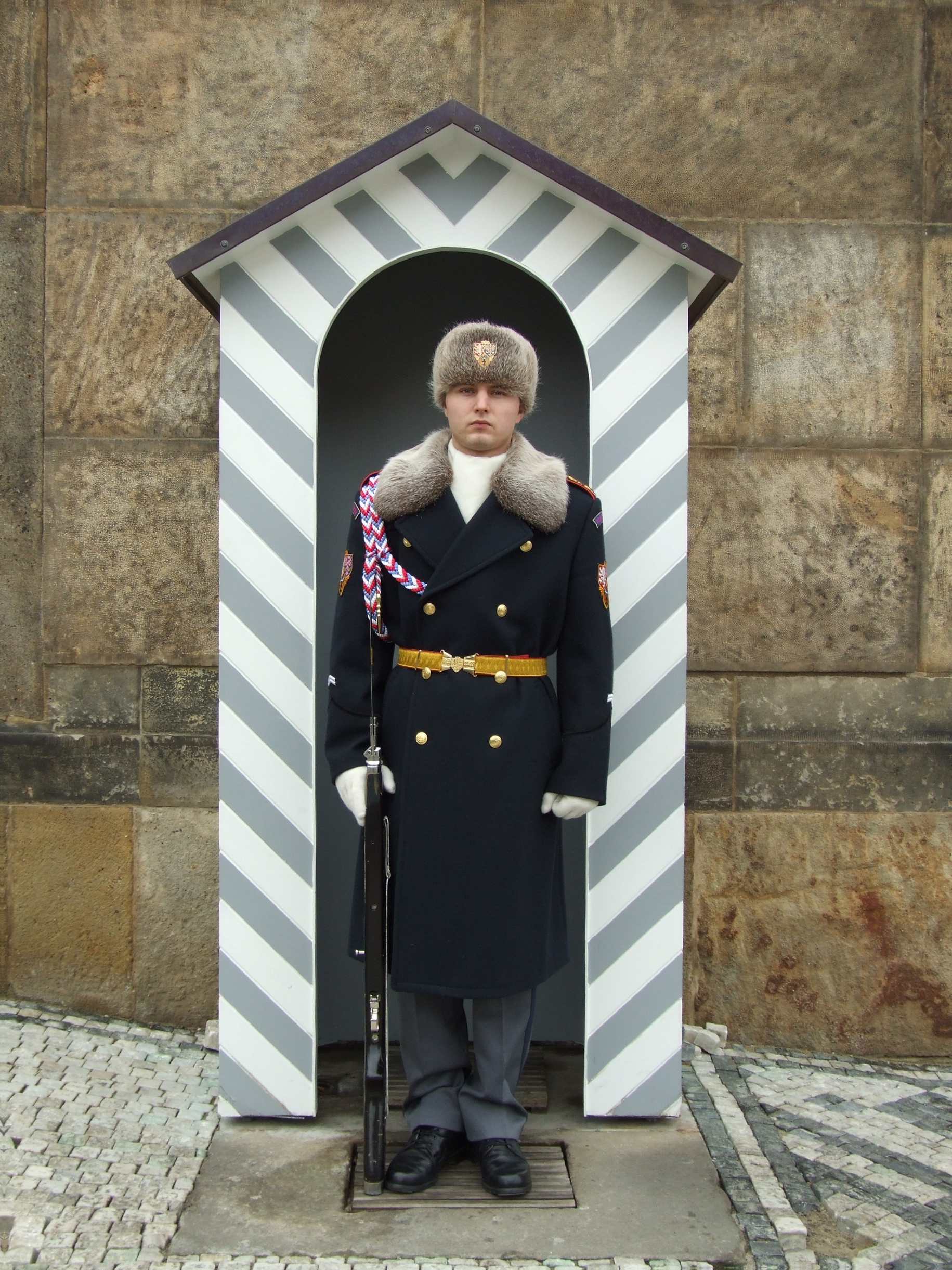
Gwardzista w ubraniu zimowym
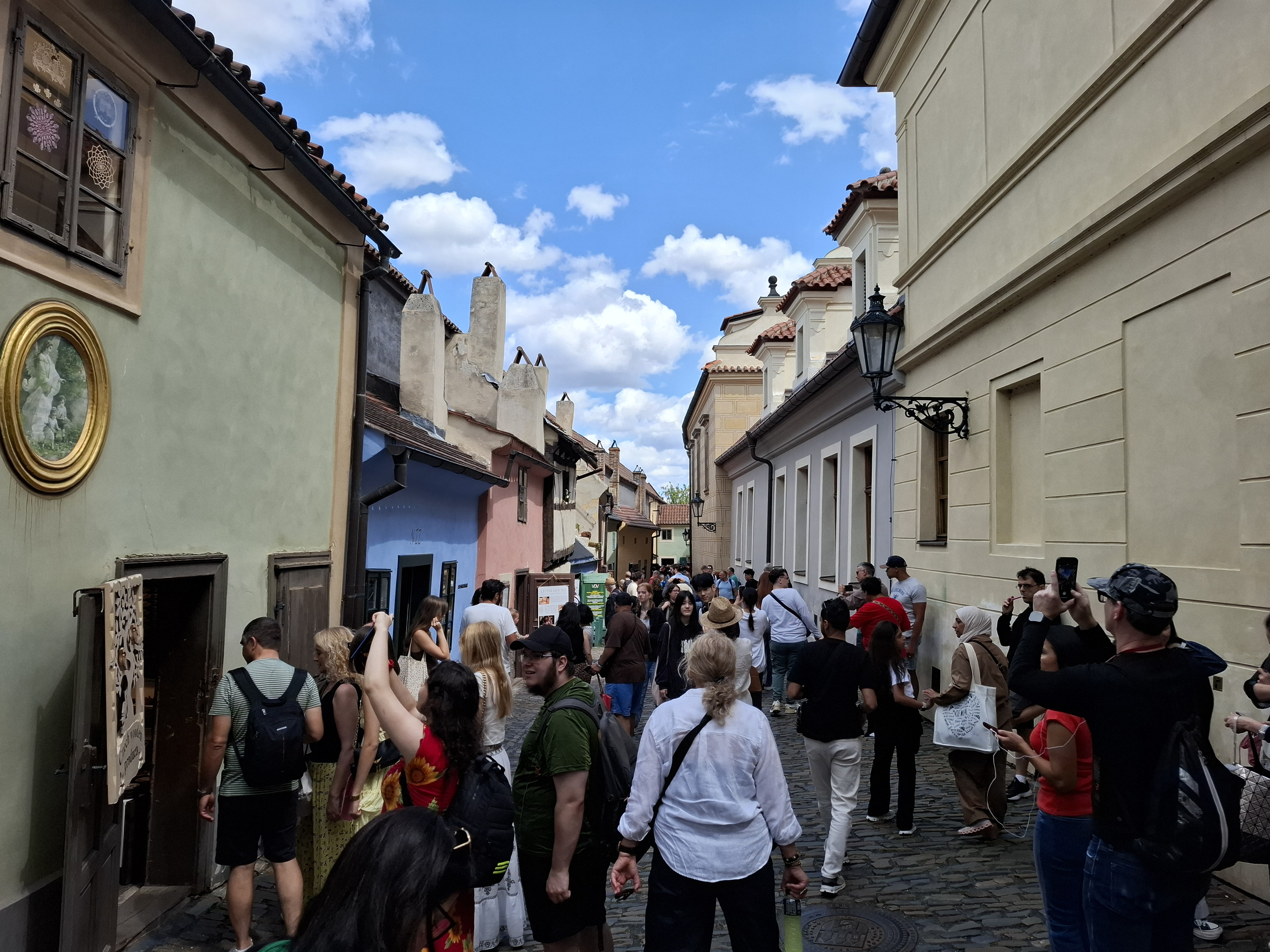
Złota Uliczka